# Gerald Leeman
Pour les articles homonymes, voir Leeman.
Gerald Grant Leeman, né le 20 juin 1922 à Little Cedar (en) (Iowa) et mort le 10 octobre 2008 à Cedar Falls (Iowa), est un lutteur américain, médaillé d'argent en lutte libre lors des Jeux olympiques d'été de 1948 à Londres.

## Palmarès
- Jeux olympiques
  -  Médaille d'argent de lutte libre en catégorie poids coq aux Jeux olympiques d'été de 1948 à Londres.